# Robinson, Illinois
Robinson är en stad (city) i Crawford County, i delstaten Illinois, USA. Robinson är administrativ huvudort (county seat) i Crawford County. Enligt United States Census Bureau har staden en folkmängd på 7 726 invånare (2011) och en landarea på 12,3 km².